# Anoectochilus flavescens
Anoectochilus flavescens är en orkidéart som beskrevs av Carl Ludwig von Blume. Anoectochilus flavescens ingår i släktet Anoectochilus och familjen orkidéer. Inga underarter finns listade i Catalogue of Life.